# Mădăras (Bihor)
Mădăras (in ungherese Madarász, in slovacco Madaras) è un comune della Romania di 2 829 abitanti, ubicato nel distretto di Bihor, nella regione storica della Transilvania.
Il comune è formato dall'unione di 4 villaggi: Homorog, Ianoșda, Mădăras, Marțihaz.